# Tettigonia wallacei
Tettigonia wallacei är en insektsart som först beskrevs av William Lucas Distant 1908.  Tettigonia wallacei ingår i släktet Tettigonia och familjen dvärgstritar. Inga underarter finns listade i Catalogue of Life.